# Nicolaas Pierson

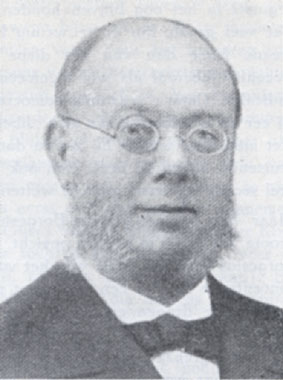
Nicolaas Gerard Pierson

Nicolaas Gerard Pierson (* 7. Februar 1839 in Amsterdam; † 24. Dezember 1909 in Heemstede) war ein niederländischer Handelsmann, Bankier und Politiker der Liberale Unie.

## Leben
Nicolaas Gerard Pierson, Bruder des niederländischen Theologen und Schriftstellers Allard Pierson, widmete sich nach seiner Ausbildung in Wirtschaft/Ökonomie zuerst dem Handel in Amsterdam. Er wurde 1864 Direktor der De Surinaamsche Bank. Auch die Volkswirtschaftslehre pflegte er in hervorragender Weise: er wurde Hochschullehrer in diesem Fach und erhielt 1877 eine Professur an der Universität Amsterdam. Im Jahr 1881 gelangte Pierson in das Amt des Generaldirektors der De Nederlandsche Bank, der niederländischen Zentralbank, deren Präsident er 1885 wurde. Dieses Amt übte er bis 1891 aus.
Vom 21. August 1891 bis zum 9. Mai 1894 bekleidete er das Amt des Finanzministers im Kabinett Van Tienhoven und kräftigte die Finanzen durch eine einschneidende Reform der alten Steuer und die Einführung der neuen Betriebssteuer. Vom 27. Juli 1897 bis zum 1. August 1901 war er niederländischer Ministerpräsident (genauer: Vorsitzender des Ministerrats) eines liberalen Unionskabinetts und Finanzminister in Personalunion. 1905 war er wieder Mitglied der Zweiten Kammer. Nicolaas Pierson gilt als Vertreter der Grenznutzentheorie und trat in allen seinen Funktionen für Freihandel ein.
1883 wurde er zum Mitglied der Königlich Niederländischen Akademie der Wissenschaften gewählt.

## Schriften
- Het kultuurstelsel, Haarlem 1868.
- Grondbeginselen der staathuishoudkunde, 2 Teile, Haarlem 1875–76; 5. Auflage in einem Band, 1905.
- Koloniale politiek, Amsterdam 1877.
- Leerboek der staathuishoudkunde, 2 Bde., 1898–99; 2. Aufl. 1896–1902.
- Das Wertproblem in der sozialistischen Gesellschaft. In: Zeitschrift für Volkswirtschaft und Sozialpolitik  (Neue Folge). Band 4, 1925, S. 607 ff.   (deutsche Übersetzung des holländischen Originalartikels von 1902)